# Гибелта на „Аякс“
Гибелта на „Аякс“ е български научнофантастичен роман на Павел Вежинов.

## Сюжет
Действието на книгата се развива напред в бъдещето, когато е настъпило безкласовото комунистическо общество. С помощта на открити нови, свръхмощни енергии звездолетът „Аякс“ се отправя в дълбокия космос в търсене на разумен живот. Намерена е далечна звезда, където според прогнозите може и да бъдат открити подобни на човека мислещи същества. Достигнатата планета бавно се отдалечава от своето слънце и се потапя в дълбок ледников период. За да се предотврати катастрофата, корабът „Аякс“ е разглобен и двигателите му са монтирани на полюсите на планетата. Така орбитата е върната на предишната си локация, но екипажът вече губи възможност за завръщане у дома. Космическото селище на местните жители е спасено от бедствията и страданията.

## Издания

### На български език
- „Гибелта на Аякс“, издателство „Народна младеж“ (1973)
- „Гибелта на Аякс. Над всичко.“, сборник, издателство „Отечество“ (1989)

### На румънски език
- Pieirea lui Aiax, издателство Editura Ion Creangă (1982)